# Distrikt Huacchis
Der Distrikt Huacchis liegt in der Provinz Huari in der Region Ancash in West-Peru. Der Distrikt wurde am 14. Dezember 1954 gegründet. Er besitzt eine Fläche von 76,8 km². Beim Zensus 2017 wurden 1503 Einwohner gezählt. Im Jahr 1993 lag die Einwohnerzahl bei 2124, im Jahr 2007 bei 2055. Die Distriktverwaltung befindet sich in der 3491 m hoch gelegenen Ortschaft Huacchis mit 332 Einwohnern (Stand 2017). Huacchis liegt 45 km ostnordöstlich der Provinzhauptstadt Huari.

## Geographische Lage
Der Distrikt Huacchis liegt im äußersten Nordosten der Provinz Huari. Der Río Marañón fließt entlang der nordöstlichen Distriktgrenze nach Nordwesten. 
Der Distrikt Huacchis grenzt im äußersten Südwesten an den Distrikt Singa (Provinz Huamalíes), im Westen an die Distrikte Anra und Paucas, im äußersten Norden an den Distrikt Cochabamba (Provinz Huacaybamba), im Nordosten an den Distrikt Arancay (Provinz Huamalíes) sowie im Südosten an den Distrikt Rapayán.